# Verzichtsurteil
Ein Verzichtsurteil nach § 306 ZPO ergeht, sofern der Kläger im Prozess einen Verzicht erklärt und der Beklagte beantragt, die Klage abzuweisen. Das Verzichtsurteil erwächst in Rechtskraft, da es ein Sachurteil ist. Eine erneute Klageerhebung ist somit nach § 705 ZPO nicht mehr möglich.
Der Verzicht ist eine Prozesserklärung. Die Voraussetzungen für die wirksame Abgabe einer solchen (Postulationsfähigkeit) müssen gegeben sein. Da das Verzichtsurteil wegen der Rechtskraft für den Beklagten besser ist als die Klagerücknahme des Klägers, bedarf es nicht seiner Einwilligung wie bei der Klagerücknahme. Wie die meisten Urteile im Zivilprozess mit nur wenigen Ausnahmen regelt es nur die Rechtsbeziehungen zwischen den am Prozess beteiligten Parteien.
Bei einem Verzicht hat der Kläger nach § 91 Abs. 1 Satz 1 ZPO die Kosten zu tragen.